# Mozaizm
Mozaizm – określenie judaizmu, używane głównie w zachodnim chrześcijaństwie, nazwa wywiedziona od Mojżesza. Wśród współczesnych odłamów judaizmu większość (te, które uznają Talmud) nie używa tej nazwy i podkreśla, że Mojżesz to tylko jeden, jakkolwiek bardzo ważny z tych, przez których przemawia Pan. Wydaje się, że tylko karaimi i falasze określają się jako mozaiści. 
Niektórzy uczeni (Koneczny, Poradowski), używają nazwy mozaizm, jako określenia pierwotnej wersji religii żydowskiej, opartej na Biblii, różnej od judaizmu, opartego na Talmudzie i ukształtowanego według nich w pierwszych wiekach naszej ery, w opozycji do chrześcijaństwa. Czasem też nazwy tej używa się jako synonimu jahwizmu.